# Lubret-Saint-Luc
Lubret-Saint-Luc település Franciaországban, Hautes-Pyrénées megyében. Lakosainak száma 61 fő (2022. január 1.). Lubret-Saint-Luc Antin, Lalanne-Trie, Lapeyre, Luby-Betmont, Osmets és Vidou községekkel határos.

## Népesség
A település népességének változása:
| Lakosok száma | 69   | 61   | 57   | 55   | 54   | 53   | 55   | 58   | 61   |
|               | 2013 | 2015 | 2016 | 2017 | 2018 | 2019 | 2020 | 2021 | 2022 |